# Metodo delle caratteristiche
In matematica, il metodo delle caratteristiche è un importante strumento utile per risolvere le equazioni differenziali alle derivate parziali (PDE) di primo grado, ed in generale si applica a tutte le equazioni iperboliche.
Ad esempio, se si ha un'equazione del tipo:
{\displaystyle a{\frac {\partial }{\partial t}}z(x,t)+bz(x,t){\frac {\partial }{\partial x}}z(x,t)=0}
ponendo {\displaystyle z(s)=z(x(s),t(s))} si ha:
{\displaystyle {\frac {dz}{ds}}={\frac {dx}{ds}}{\frac {\partial z}{\partial x}}+{\frac {dt}{ds}}{\frac {\partial z}{\partial t}}}
da cui:
{\displaystyle {\frac {dt}{ds}}=a\qquad {\frac {dx}{ds}}=bz\qquad {\frac {dz}{ds}}=0}
Si tratta di un sistema di equazioni differenziali ordinarie, e le prime due relazioni sono dette curve caratteristiche dell'equazione. Integrando si ottiene:
{\displaystyle t(s)=as\qquad x(s)=bsz_{0}(x)\qquad z(s)=z_{0}(x)}
con {\displaystyle z_{0}(x)=z(x,0)} costante di integrazione.
Tale metodo si applica, ad esempio, all'equazione delle onde e all'equazione del trasporto.

## PDE di primo grado
Il metodo delle caratteristiche permette di trovare le curve dette caratteristiche, lungo le quali un'equazione differenziale alle derivate parziali di primo grado si comporta come un'equazione differenziale ordinaria. La ricerca delle caratteristiche si traduce quindi nell'utilizzo di un nuovo sistema di coordinate {\displaystyle (x_{0},s)} in cui la PDE sia un'equazione ordinaria lungo certi cammini. Una volta calcolata l'equazione ordinaria, essa viene risolta lungo le curve caratteristiche e trasformata in soluzione per la PDE di primo grado.
Si consideri la PDE quasi-lineare (i coefficienti della derivata di grado maggiore non dipendono dalle derivate dell'incognita) di due variabili indipendenti {\displaystyle x} e {\displaystyle y}:
{\displaystyle a(x,y){\frac {\partial z}{\partial x}}+b(x,y){\frac {\partial z}{\partial y}}=c(x,y,z)}
e si supponga che una soluzione {\displaystyle z} sia nota. Considerando la superficie di grafico {\displaystyle z=z(x,y)} in {\displaystyle \mathbb {R} ^{3}}, un vettore normale a tale superficie ha la forma:
{\displaystyle \left({\frac {\partial z}{\partial x}}(x,y),{\frac {\partial z}{\partial y}}(x,y),-1\right)}
Come conseguenza di ciò, l'equazione precedente è equivalente a dire che il campo vettoriale {\displaystyle (a(x,y,z),b(x,y,z),c(x,y,z))} è tangente alla superficie {\displaystyle z=z(x,y)} in ogni punto. In altri termini, il grafico della soluzione è un'unione di curve-soluzione, le curve caratteristiche della PDE. Esse sono date da:
{\displaystyle dx/ds=a(x,y)\qquad dy/ds=b(x,y)}
Infatti, si ha:
{\displaystyle {\frac {dz}{ds}}={\frac {dx}{ds}}{\frac {\partial z}{\partial x}}+{\frac {dy}{ds}}{\frac {\partial z}{\partial y}}=a(x,y){\frac {\partial z}{\partial x}}+b(x,y){\frac {\partial z}{\partial y}}}
e lungo le caratteristiche la PDE diventa così ordinaria:
{\displaystyle {\frac {dz}{ds}}+c(x,y)z=0}
Le equazioni delle curve caratteristiche possono essere formulate attraverso le equazioni di Lagrange-Charpit:
{\displaystyle {\frac {dx}{a(x,y,z)}}={\frac {dy}{b(x,y,z)}}={\frac {dz}{c(x,y,z)}}}
Se si utilizza una particolare parametrizzazione {\displaystyle t} della curva, le equazioni possono essere scritte come sistema di equazioni differenziali ordinarie per {\displaystyle x(t)}, {\displaystyle y(t)} e {\displaystyle z(t)}:
{\displaystyle {\frac {dx}{dt}}=a(x,y,z)\qquad {\frac {dy}{dt}}=b(x,y,z)\qquad {\frac {dz}{dt}}=c(x,y,z)}
dette equazioni caratteristiche per il sistema originale.

### Caso lineare
Data una PDE nella forma:
{\displaystyle \sum _{i=1}^{n}a_{i}(x_{1},\dots ,x_{n},u){\frac {\partial u}{\partial x_{i}}}=c(x_{1},\dots ,x_{n},u)}
essa è lineare se i coefficienti {\displaystyle a_{i}} dipendono solo dalle variabili spaziali, e non da {\displaystyle u}. Per un'equazione lineare o quasi-lineare le curve sono parametrizzate da:
{\displaystyle (x_{1},\dots ,x_{n},u)=(x_{1}(s),\dots ,x_{n}(s),u(s))}
in modo da soddisfare il sistema composto dalle caratteristiche:
{\displaystyle {\frac {dx_{i}}{ds}}=a_{i}(x_{1},\dots ,x_{n},u)\qquad {\frac {du}{ds}}=c(x_{1},\dots ,x_{n},u)}

### Caso non lineare
Si consideri la PDE:
{\displaystyle F(x_{1},\dots ,x_{n},u,p_{1},\dots ,p_{n})=0}
dove le variabili {\displaystyle p_{i}} sono le derivate parziali:
{\displaystyle p_{i}={\frac {\partial u}{\partial x_{i}}}}
Sia {\displaystyle (x_{i}(s),u(s),p_{i}(s))} una curva in {\displaystyle \mathbb {R} ^{2n+1}} e {\displaystyle u} una soluzione:
{\displaystyle u(s)=u(x_{1}(s),\dots ,x_{n}(s))}
Differenziando la PDE rispetto a {\displaystyle s}, lungo una soluzione si ha:
{\displaystyle \sum (F_{x_{i}}+F_{u}p_{i}){\dot {x}}_{i}+\sum F_{p_{i}}{\dot {p}}_{i}=0\qquad {\dot {u}}-\sum p_{i}{\dot {x}}_{i}=0\qquad \sum ({\dot {x}}_{i}dp_{i}-{\dot {p}}_{i}dx_{i})=0}
dove la seconda segue dall'applicazione della regola della catena a una soluzione {\displaystyle u}, mentre la terza si ottiene dalla derivata esterna della relazione {\displaystyle du-\sum p_{i}dx_{i}=0}. A partire da queste relazioni si dimostra che:
{\displaystyle {\dot {x}}_{i}=\lambda F_{p_{i}}\qquad {\dot {p}}_{i}=-\lambda (F_{x_{i}}+F_{u}p_{i})\qquad {\dot {u}}=\lambda \sum p_{i}F_{p_{i}}}
dove {\displaystyle \lambda } è una costante. Scrivendo le equazioni in modo simmetrico si ottengono le equazioni di Lagrange-Charpit per le caratteristiche:
{\displaystyle {\frac {{\dot {x}}_{i}}{F_{p_{i}}}}=-{\frac {{\dot {p}}_{i}}{F_{x_{i}}+F_{u}p_{i}}}={\frac {\dot {u}}{\sum p_{i}F_{p_{i}}}}}
Da un punto di vista geometrico, il metodo delle caratteristiche nel caso non lineare può essere interpretato come la richiesta che il cono di Monge dell'equazione differenziale sia tangente ovunque al grafico della soluzione.

## Operatori differenziali lineari
Sia {\displaystyle X} una varietà differenziabile e sia {\displaystyle P:C^{\infty }(X)\to C^{\infty }(X)} un operatore differenziale lineare di ordine {\displaystyle k}. In un sistema di coordinate locali {\displaystyle x_{i}} si ha:
{\displaystyle P=\sum _{|\alpha |\leq k}P^{\alpha }(x){\frac {\partial }{\partial x^{\alpha }}}}
in cui {\displaystyle \alpha } indica la notazione multi-indice. Il simbolo principale {\displaystyle \sigma (P)} di {\displaystyle P} è la funzione definita sul fibrato cotangente {\displaystyle T^{*}X} data da:
{\displaystyle \sigma _{P}(x,\xi )=\sum _{|\alpha |=k}P^{\alpha }(x)\xi _{\alpha }}
dove {\displaystyle \xi _{i}} sono le coordinate sul fibrato indotte dalle coordinate differenziali {\displaystyle x_{i}}. Le trasformazioni che legano queste due coordinate rendono {\displaystyle \sigma (P)} una funzione ben definita sul fibrato, i cui zeri sono le caratteristiche di {\displaystyle P}. Una ipersuperficie definita dall'equazione {\displaystyle F(x)=c} è una ipersuperficie caratteristica in {\displaystyle x} se:
{\displaystyle \sigma _{P}(x,dF(x))=0}

## Equazione del trasporto
Nel caso monodimensionale omogeneo si possono introdurre le caratteristiche come le curve lungo le quali una soluzione è costante. Nel caso multidimensionale si utilizzano invece gli invarianti di Riemann, quantità che si conservano e permettono di ricostruire la soluzione (non più in generale costante lungo le caratteristiche). Ad esempio, si vuole cercare una funzione {\displaystyle u(x,t)} soluzione dell'equazione del trasporto:
{\displaystyle (\partial _{t}+v\partial _{x})u(x,t)=0}
con opportune condizioni al bordo:
{\displaystyle u(x,0)=g(x)}
e supponendo per semplicità {\displaystyle v} costante. L'equazione esprime il bilancio della quantità rappresentata da {\displaystyle u}. Infatti, integrando nella variabile {\displaystyle x} e supponendo {\displaystyle u} almeno di classe {\displaystyle C^{1}} rispetto al tempo, in modo da poter scambiare derivata e integrale, si ottiene che la variazione nel tempo dell'integrale di {\displaystyle u} è eguagliata dal flusso netto di {\displaystyle u} agli estremi del dominio:
{\displaystyle {\frac {d}{dt}}\int _{x_{1}}^{x_{2}}u=v\left(u(x_{1})-u(x_{2})\right)}
Il metodo delle caratteristiche consiste nel cercare una soluzione del tipo {\displaystyle u(\phi (t),t)}, dove una variabile (in tal caso la {\displaystyle x}) è sostituita da una funzione, finora arbitraria, di una delle altre variabili. Si nota che:
{\displaystyle \partial _{t}u(\phi (t),t)=\left({\frac {d}{dt}}-{\frac {d\phi }{dt}}\partial _{\phi }\right)u(\phi (t),t)}
e sostituendo nell'equazione originaria si ha:
{\displaystyle (\partial _{t}+v\partial _{\phi })u(\phi (t),t)=\left({\frac {d}{dt}}+\left[v-{\frac {d\phi }{dt}}\right]\partial _{\phi }\right)u(\phi (t),t)}
Imponendo che il termine tra parentesi quadre si annulli si ottiene il seguente sistema di equazioni:
{\displaystyle \qquad {\begin{cases}{\frac {d}{dt}}u(\phi (t),t)=0\,\!\\{\frac {d\,\phi (t)}{dt}}=v\,\!\end{cases}}}
Si è quindi trasformato un problema alle derivate parziali in un sistema di equazioni differenziali ordinarie. Le soluzioni {\displaystyle \phi (t)} sono le caratteristiche: in virtù della prima equazione le curve {\displaystyle x=\phi (t)} sono quelle curve lungo le quali la funzione {\displaystyle u} è costante. In questo caso le caratteristiche sono molto semplici da trovare, dal momento che una generica soluzione della seconda equazione è un fascio di rette:
{\displaystyle \phi (t)=x_{0}+v(t-t_{0})}
Poiché su queste rette la soluzione non varia, volendo sapere il valore di {\displaystyle u(x,t)} è sufficiente risalire la caratteristica passante per tale punto fino ad incontrare un tratto di bordo su cui sia assegnata o una condizione al contorno o un dato iniziale. Se si suppone il problema definito su tutto {\displaystyle \mathbb {R} }, occorre risalire la caratteristica fino al tempo in cui è assegnato il dato iniziale {\displaystyle g(x)}. Quindi, se {\displaystyle t_{0}=0} si ha:
{\displaystyle u(x,t)=u(x-vt,0)=g(x-vt)}
La soluzione è dunque un'onda viaggiante di velocità {\displaystyle v} nel verso positivo (negativo) dell'asse delle {\displaystyle x}. Il dato iniziale è così trasportato "rigidamente" e ogni quantità si conserva. In particolare, se il dato iniziale è di classe {\displaystyle C^{k}}, ad ogni tempo {\displaystyle t_{1}>0}, {\displaystyle u(x,t_{1})} sarà di classe {\displaystyle C^{k}}.

## L'equazione di Burgers
Nel caso non lineare può succedere che da un dato iniziale di classe {\displaystyle C^{\infty }} si generi una soluzione discontinua, e quando ciò si verifica sono necessari parecchi sforzi per ridare significato a concetti quali la derivata in presenza di soluzioni discontinue. Per esempio, si consideri l'equazione di Burgers non viscosa:
{\displaystyle u_{t}+uu_{x}=0}
Si tratta di un'equazione di trasporto in cui la velocità di trasporto è data dalla soluzione stessa. Tale equazione nella forma più generale è:
{\displaystyle u_{t}+q'(u)u_{x}=0}
in cui il caso di Burgers è {\displaystyle q'(u)=u}, cioè {\displaystyle q(u)=u^{2}/2}. {\displaystyle q(u)} si dice associato ad {\displaystyle u}.
Per applicare il metodo delle caratteristiche si cerca {\displaystyle x=x(t)} su cui {\displaystyle u} si conservi. L'equazione delle caratteristiche si ricava facilmente ed è:
{\displaystyle {\frac {dx}{dt}}=q'(u)}
Si nota che non sono necessariamente rette dato che la pendenza, coincidendo con {\displaystyle u}, può variare da punto a punto. Tuttavia, poiché per ricavarle si è imposto {\displaystyle du/dt=0}, si ha che {\displaystyle u} è ancora costante lungo le caratteristiche, che dunque sono ancora rette (non sarebbe così nel caso non omogeneo). Inoltre, {\displaystyle u=g(x-ut)} non definisce {\displaystyle u} in modo implicito. Infatti, chiamando:
{\displaystyle G(u,x,t)=u-g(x-q'(u)t)}
il teorema delle funzioni implicite assicura che {\displaystyle G} definisce univocamente {\displaystyle u} solo se {\displaystyle G_{u}\neq 0}. Dato che:
{\displaystyle G_{u}=1+tq''(u)g'(x-q'(u)t)}
se il dato iniziale e il flusso assumono configurazioni particolari tale derivata può annullarsi e la soluzione implicita perde di significato, poiché le funzioni devono essere relazioni univoche. In particolare, per l'equazione di Burgers, {\displaystyle q''(u)=1}, dunque i dati iniziali decrescenti "creano problemi". Può risultare utile considerare il seguente flusso:
{\displaystyle q(u)=v_{m}u\left(1-{\frac {u}{u_{m}}}\right)}
che rappresenta, ad esempio, il flusso di macchine su una strada, allorché la densità di macchine sia pari a {\displaystyle u}. Inoltre, {\displaystyle v_{m}} è la velocità massima a cui le macchine possono viaggiare, mentre {\displaystyle u_{m}} è la massima densità delle macchine (corrispondente a traffico fermo). In questo caso {\displaystyle q''(u)<0}, quindi se la configurazione iniziale è decrescente le macchine hanno davanti a sé una strada meno trafficata rispetto a dove sono, e il traffico tende a snellirsi. Nel caso di dati iniziali crescenti, al contrario, le macchine hanno davanti a sé un traffico maggiore e c'è tendenza a formare congestioni, in quanto le macchine davanti fluiscono più a piano di quelle dietro, dato che {\displaystyle q'(u)} è decrescente.